# LaHave River
Der LaHave River ist ein Fluss in der kanadischen Provinz Nova Scotia.

## Flusslauf
Der LaHave River entsteht am Zusammenfluss seiner beiden Quellflüsse Spry River und Shell Camp Stream im westlichen Teil der Nova-Scotia-Halbinsel. Der LaHave River fließt 30 km in südlicher Richtung nach New Germany. Der Nova Scotia Highway 10 folgt dem Flusslauf. Der Fluss wendet sich danach nach Südosten und passiert West Northfield. Kurz vor Erreichen der Kleinstadt Bridgewater überquert der Nova Scotia Highway 103 den LaHave River. Östlich von Bridgewater beginnt das 16 km lange langgestreckte Ästuar des LaHave River an der Südostküste von Nova Scotia. Der LaHave River hat eine Länge von etwa 80 km. Der mittlere Abfluss am Pegel North Westfield beträgt 35 m³/s.
Der LaHave River stellt ein Laichgebiet des Atlantischen Lachses dar.

## Wasserkraftanlagen
In New Germany betreibt die Morgan Falls Power Corporation seit 1996 ein 850 kW-Laufwasserkraftwerk am LaHave River. Eine Fischleiter soll dem Atlantischen Lachs und anderen Fischarten die Passage der dortigen Morgan Falls ermöglichen.